# Blumenversand
Blumenversand und Blumenvermittlung sind im Grundsatz verschiedene Logistiksysteme, die beide die Möglichkeit bieten, einer bestimmten Person an jedem Ort und zu einem vorher festgelegten Zeitpunkt ein Blumenstrauß, evtl. ergänzt mit kleinen Präsenten (wie z. B. Pralinen, Weinflaschen, individuellen Grußkarten oder Vasen) überreichen zu lassen, wenn keine persönliche Übergabe möglich ist.

## Funktionsweise
Gemeinsam ist beiden Vertriebswegen, dass der Interessent zunächst im Internet oder in einem an ein System angeschlossenen Blumengeschäft das passende Geschenk aussucht und die Adresse des Empfängers und die gewünschte Übergabezeit angibt. Bezahlt wird im Internet über Einzugsermächtigung, Kreditkarte oder Elektronisches Geld, bei Bestellung in einem Ladengeschäft ist auch Barzahlung möglich. Beim jüngeren Vertriebsweg Blumenversand geschieht die Auftragsannahme schon seit jeher ganz überwiegend über das Internet, es gibt vereinzelt aber auch Versender, die Blumengeschäfte betreiben und dort Aufträge annehmen (Beispiel Blume 2000). Beim älteren Vertriebsweg Blumenvermittlung geschieht die Auftragsannahme seit jeher und bislang noch überwiegend in Blumenfachgeschäften; Bestellungen über das Internet nehmen jedoch deutlich zu.
Beim Blumenversand wird der Auftrag nun in der Regel weitergeleitet an eine Kommissionierungszentrale, wo die Blumensträuße entsprechend dem Auftrag gebunden werden. Aus Kostengründen ist bei diesem Vertriebsweg meist nur eine beschränkte Auswahl an Straußvarianten möglich. Die Zusammenstellung der Blumen erfolgt in der Regel exakt so wie gewünscht und im Internet abgebildet. Anschließend werden die Blumensträuße verpackt und über Kurierunternehmen oder Postversand direkt zum Empfänger transportiert. Innerhalb Deutschlands erfolgt die Blumenlieferung in der Regel innerhalb von 24 Stunden. Eine garantierte Zustellung für einen bestimmten Zeitpunkt kann meist optional bestellt werden.
Der Versand von Blumen ist heute weltweit möglich, da die Logistikunternehmen mit Partnerunternehmen kooperieren. Zu Beginn des 20. Jahrhunderts empfahl man noch, die Blumen auf feuchtes Seidenpapier in einer gut verschließbaren Kiste zu platzieren und in der heißen Jahreszeit, sie in mit Eisstückchen und Sägespänen gefüllte Blechbüchsen zu verschicken.  Die Rohware beziehen viele Blumenversender direkt von vertraglich gebundenen Anzuchtbetrieben auf der ganzen Welt, die die Blumen unter weitgehender Ausschaltung von Zwischenhändlern per Luftfracht direkt zur Kommissionierungszentrale liefern. Die größten Blumenversender in Deutschland sind u. a. Blume 2000 (gehört zu TOPP Holding AG) und Valentins (gehört zu Burda Digital Ventures).
Eine weitere Besonderheit beim Blumenversand ist das Wegfallen des gesetzlichen Widerrufsrechts, da dieses u. a. bei der Lieferung von schnell verderblichen Frischwaren (z. B. Schnittblumen) nach dem BGB entfällt, wenn ein erheblicher Teil ihrer Gesamtlebensdauer der Ware abgelaufen ist. So können im Internet bestellte Schnittblumen nicht zurückgeschickt werden, eingetopfte Blumen u. U. allerdings schon.

## Blumenvermittlung
Im Unterschied zum Blumenversand werden bei der Blumenvermittlung – das in Deutschland bekannteste ist das Fleurop-System – die Aufträge von einem jeweils durch den Kunden aufgesuchten und an das System angeschlossenen, rechtlich selbstständigen und meist inhabergeführten Blumenfachgeschäft – oder auch vom Absender direkt über das Internet oder per Telefon – an ein anderes angeschlossenes Blumenfachgeschäft in der Nähe des Empfängers weitergeleitet. Erst dieses stellt die Blumen entsprechend zusammen und liefert sie beim Empfänger aus.
Durch den kurzen Vertriebsweg wird die schnellstmögliche Zustellung gewährleistet, oft noch am Tag der Bestellung. Bei der Auftragserteilung im Blumengeschäft ist in der Regel eine individuellere Auswahl der Blumenzusammenstellung möglich, der letztendlich ausführende Betrieb kann jedoch davon abweichen, wenn er bestimmte Blumensorten gerade nicht zur Verfügung hat. Zunehmend werden auch auf diesem Vertriebsweg standardisierte Zusammenstellungen angeboten. Die ausführenden Blumenfachgeschäfte beziehen ihre Rohware über anliefernde Zwischenhändler oder holen sie selbst von Blumengroßmärkten. Diese wiederum beziehen die Blumen entweder direkt aus aller Welt über die Importflughäfen oder von den großen Versteigerungszentralen der niederländischen Blumenanbauer (siehe beispielsweise FloraHolland). Auch die Blumenvermittlung ist weltweit möglich. Der größte Blumenvermittler in Deutschland, Fleurop, gehört beispielsweise dem weltweiten System Interflora an. Durch klimatische, religiöse oder andere Gründe kann das regionale Angebot von dem Angebot in Deutschland abweichen.